# Eusterinx vectensis
Eusterinx vectensis là một loài tò vò trong họ Ichneumonidae.